# Pelland Engineering

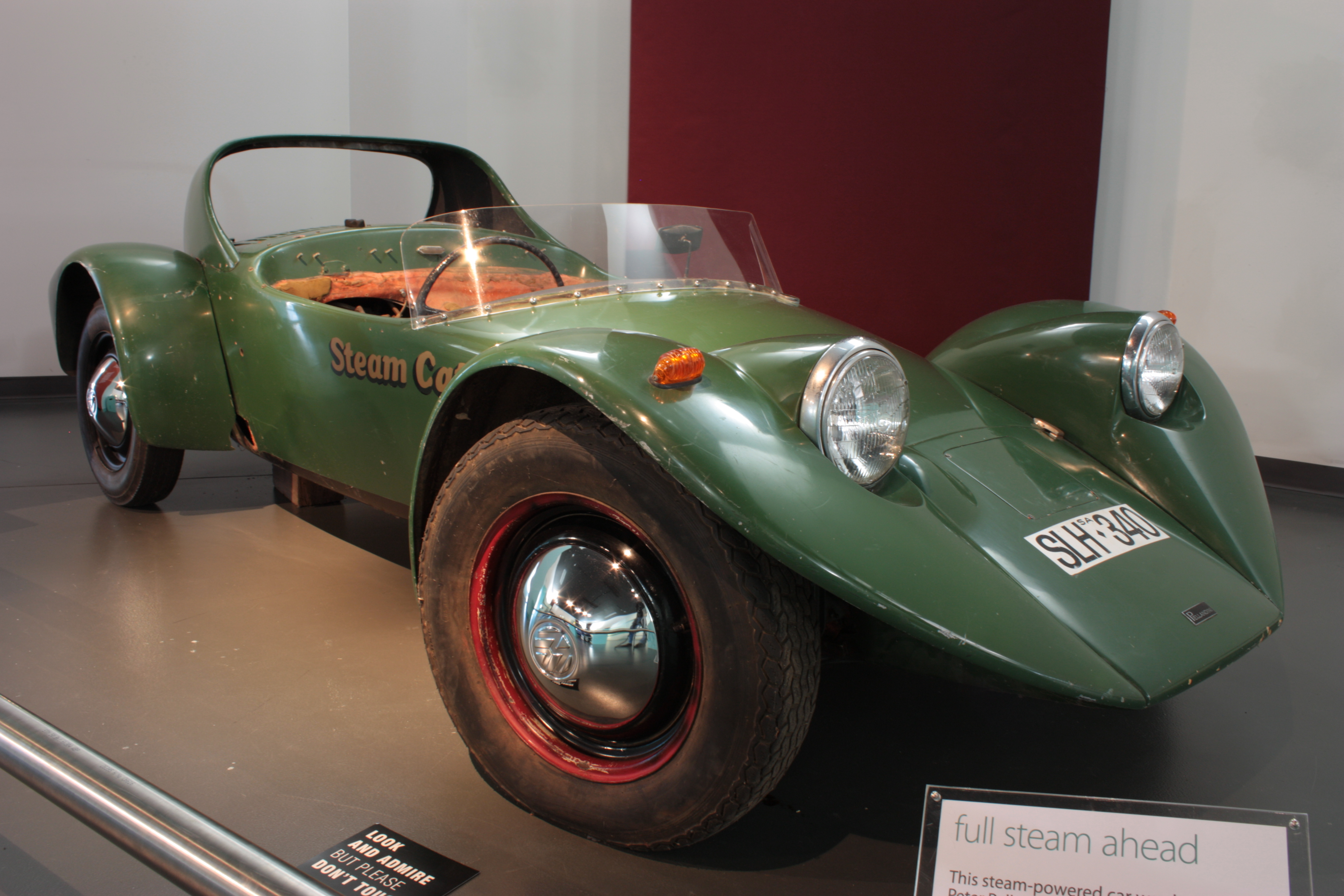
Eine Pellandine Steam Cat in einem Automuseum in Adelaide.

Pelland Engineering war ein britischer Hersteller von Kit Cars, der von 1979 bis in die 1990er-Jahre in Thetford (Norfolk) ansässig war. Gründer und Eigentümer war Peter Pellandine, der bis 1978 ein vergleichbares Unternehmen namens Pellandini Cars in Australien betrieben hatte.

## Pelland Sports
Pellandine brachte den Sports heraus, ein Auto, das auf dem vorher in Australien hergestellten Dampfwagen basierte. Der zweisitzige Sports besaß den Antrieb des VW Käfer, der allerdings als Mittelmotor eingebaut wurde. Dies sollte die dynamischen Eigenschaften des Autos verbessern. Die Monocoque-Karosserie bestand aus GFK. Die Vorderachse mit Stabilisator wurde vom VW übernommen und die Hinterachse hing an einer von Pellandine selbst konstruierten Querblattfeder. Der Wagen war generell als Roadster ausgelegt, es gab aber auch ein Hardtop mit Flügeltüren.
Die Konstruktion wurde 1980 an Ryder Cars in Coventry (Warwickshire) verkauft. Dieses Unternehmen brachte den Wagen als Rembrandt heraus und erforschte, ob es möglich sei, den VW-Boxermotor durch einen ebenfalls als Mittelmotor eingebauten Kentmotor mit Querstromzylinderkopf zu ersetzen. Später wurde dieses Unternehmen an Graham Autos in Tyneside verkauft. Beide genannte Unternehmen bauten nur sehr wenige Exemplare, und nach einiger Zeit wurde die Konstruktion an Listair verkauft.
Listair überarbeitet das Design Ende der 1980er-Jahre und brachte das neue Fahrzeug als Dash heraus. Auf Wunsch gab es auch eine Version mit Alfasud-Motor.
1990 übernahm Dash Sports Cars in Chesterwood (Hereford) das Projekt.
In den Jahren 1996 / 1997 verkaufte Dash die Konstruktion weiter an Richard Bell, der nach Dana Point in Kalifornien umzog. Bell besitzt heute noch drei Exemplare des Wagens und führt die Nachforschungen über die Geschichte des Modells fort.
Chris Evans, der in der Nähe von Inverness lebt, ist Eigner, Sekretär und Kassier des Pelland Rembrandt Registers. Der Verein hat nur wenige Mitglieder, spürte aber bis April 2009 neunzehn noch existierende Exemplare des Wagens auf. Evans selbst besitzt fünf Autos, von denen zwei fahrtauglich sind, zwei restauriert werden und eines gerade für die Abnahme von Formen für neue GFK-Karosserien vorbereitet wird. Diese letzte Ableitung der ursprünglichen Konstruktion wird etwas größer und in der Nutzung praktikabler werden, soll aber den Charakter von Peter Pellandines Original behalten.
Das Dash-Demonstrationsexemplar und die Formen wurden an Mel Hubbard von Manx Buggies in Norfolk übergeben.

## Pellandine Steam Cat
Mit dem aus Australien mitgebrachten Pellandine Steam Cat wollte Pellandine den Geschwindigkeitsweltrekord für dampfbetriebene Landfahrzeuge brechen, der auf 205,45 km/h stand. Er versuchte dies mehrmals, wurde aber von technischen Problemen immer wieder zurückgeworfen. Der letzte Versuch war 1991. Anschließend wurde der historische Wagen bei Christie’s verkauft und kann im Lakeland Motor Museum in Holker Hall in Cark-in-Cartmel in der Grafschaft Cumbria besichtigt werden.

## Pelland Sports Mark II
1989 brachte Peter Pellandine eine vollkommen neue Version des Pelland Sports heraus. Auch dieser Wagen hatte eine GFK-Karosserie, war aber mit einem Fahrwerk mit doppelten Querlenkern ausgestattet und wurde von einem als Mittelmotor eingebauten Alfasud-Motor angetrieben. Es gab sowohl einen Roadster als auch ein Coupé mit normalen Klapptüren anstatt der Flügeltüren aus dem Vorgängermodell. Die Straßenlage des Fahrzeuges wurde im Magazin Kitcar International als „superb“ beschrieben.
In den 1990er-Jahren kehrte Pellandine nach Australien zurück, um seinen Dampfwagen weiterzuentwickeln.